# Zadrži dah, odbaci strah
Zadrži dah, odbaci strah je drugi album hrvatskog rock sastava Spaček. Na njemu se nalazi sedam pjesama plus bonus instrumental nazvan prema imenu albuma.

## Pjesme
| Strana A | Strana A              | Strana A                      | Strana A       | Strana A       | Strana A | Strana A | Strana A | Strana A | Strana A |
| Br.      | Skladba               | Tekstopisac                   | Skladatelj     | Producent      | Trajanje |          |          |          |          |
| -------- | --------------------- | ----------------------------- | -------------- | -------------- | -------- | -------- | -------- | -------- | -------- |
| 1.       | »Hajde kišo prestani« | Goran Komazin                 | Goran Komazin  | Goran Martinac | 3:00     |          |          |          |          |
| 2.       | »To sam bio ja«       | Goran Komazin                 | Goran Martinac | Goran Martinac | 3:00     |          |          |          |          |
| 3.       | »Staze nebeske«       | Goran Brečić / Goran Komazin  | Goran Martinac | Goran Martinac | 5:10     |          |          |          |          |
| 4.       | »Prava ljubav«        | Ana Volarević / Goran Komazin | John Travolta  | Goran Martinac | 2:35     |          |          |          |          |
| 13:45    |                       |                               |                |                |          |          |          |          |          |

| Strana B | Strana B                                  | Strana B      | Strana B       | Strana B                        | Strana B | Strana B | Strana B | Strana B | Strana B |
| Br.      | Skladba                                   | Tekstopisac   | Skladatelj     | Producent                       | Trajanje |          |          |          |          |
| -------- | ----------------------------------------- | ------------- | -------------- | ------------------------------- | -------- | -------- | -------- | -------- | -------- |
| 1.       | »Neretvanska«                             | narodna       | Goran Komazin  | Goran Martinac                  | 3:40     |          |          |          |          |
| 2.       | »Fotelja«                                 | Zoran Parmać  | Zoran Parmać   | Goran Martinac                  | 3:40     |          |          |          |          |
| 3.       | »O da, da, da«                            | Goran Komazin | Goran Komazin  | Goran Martinac                  | 3:36     |          |          |          |          |
| 4.       | »Zadrži dah, odbaci strah« (instrumental) |               | Goran Martinac | Goran Martinac / Silvio Pasarić | 2:35     |          |          |          |          |
| 14:07    |                                           |               |                |                                 |          |          |          |          |          |

## Produkcija

### Članovi sastava
- Dragan Brnas - Fudo, vokal, gitara
- Goran Martinac - Gogo, klavijature
- Goran Komazin - Meka, gitara, prateći vokal
- Jurica Bebić, bas-gitara, prateći vokal
- Petar Batinović, bubnjevi

### Ton majstori
- Franjo Valentić (A1, B2)
- Vedran Ostojić (B1, B3)
- Nikša Bratoš (B4)
- Želimir Babogredac (B4)
- Silvio Pasarić (B4)

### Gosti i suradnici
- Klapa Metković, uvod (B1)
- Milana Vlaović, vokal (A4)
- Vedran Ostojić, gitare (A1, B2)
- Silvio Pasarić, gitare (B4)
- Alceo Marti, sax (A2)
- Nikša Martinac i Damir Taslak, design omota
- Ivo Veraja, fotografije